# Kisii
Kisii es una localidad de Kenia, con estatus de municipio, capital del condado del mismo nombre.
Tiene 83 460 habitantes según el censo de 2009.
Se sitúa al norte del condado y limita con el condado de Nyamira.

## Demografía
Los 83 460 habitantes del municipio se reparten así en el censo de 2009:
- Población urbana: 61 892 habitantes (31 329 hombres y 30 563 mujeres)
- Población periurbana: 19 909 habitantes (9825 hombres y 10 084 mujeres)
- Población rural: 1659 habitantes (794 hombres y 865 mujeres)

## Transportes
Se sitúa en el lateral oriental de la carretera A1, que une Sudán del Sur con Tanzania recorriendo el oeste keniano. Al norte, la A1 lleva a Kisumu, Kakamega, Webuye, Kitale, Kapenguria y Lodwar. Al sur, la A1 lleva a Migori. Al este de la A1 sale la B3, que recorre Kisii de oeste a este y lleva a Bomet, Narok y Limuru. Al noreste de Kisii sale la C21, que lleva al sur del condado de Kericho. Al sur sale la C17, que lleva a Lolgorien.